# Pałac w Jastrowcu
Pałac w Jastrowcu – zabytkowy pałac w Jastrowcu w Gminie Bolków. 

## Historia
Do 1945 r. pałac należał do rodziny von Hoyos-Sprintzenstein. Od 1945 r. w pałacu znajdował się PGR. Po likwidacji gospodarstwa w latach 70. pałac popadał w coraz większą ruinę. W 1984 r. został sprywatyzowany, nowi właściwe zajmowali się rolnictwem (chociaż prace zabezpieczające i pierwsze remonty zaczęli już w 1982). Po kilku latach zrezygnowali. Gmina sprzedała go ponownie, tym razem osobno sprzedano pałac, a osobno budynki gospodarcze wraz ze źródłem. Obecnie w pałacu znajduje się gospodarstwo agroturystyczne.

## Opis
Obiekt wraz z otaczającym go parkiem wpisany do Rejestru zabytków jako: pałac i oficyna (2067 z dn. 6.06.72) oraz park pałacowy (629/J z dn. 2.04.80). Pałac ten zwany był także zamkiem na wodzie. Jest to trzykondygnacyjny późnobarokowy budynek, założony na planie prostokąta, z drugiej połowy XVIII w. (przebudowany w końcu XIX w.) o cechach eklektyzmu.
W sali na piętrze znajduje się dekoracja stiukowa. Wewnątrz pałacu znajduje się też barokowy piec i kominek. Był on w posiadaniu Jana Czirny. Od 1809 r. przeszedł na własność hrabiów von Schlabrendorff, później do hrabiów Hoyos.
Oficyna pałacowa została wzniesiona w XVIII w. położona obok pałacu. Posiada charakterystyczną cebulastą kopułę krytą łupkiem.
Budynek jest otoczony parkiem z XIX w. z okazami buków i lip o obwodach pnia sięgających 6 m. Na terenie parku znajduje się także staw (w przeszłości służył do retencji wody, która napędzała młyn).

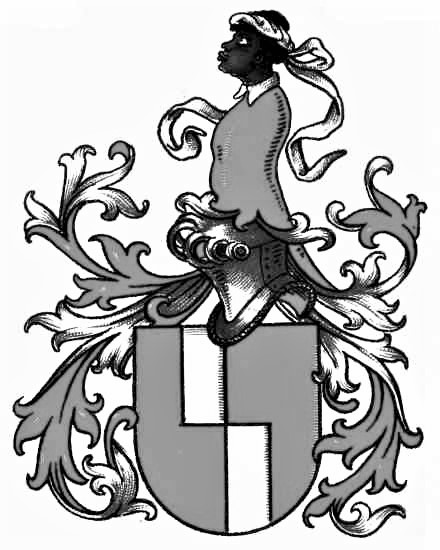
Herb Jana von Czirn